# Onvoltooid portret
Onvoltooid portret is een boek van Agatha Christie, geschreven onder haar pseudoniem Mary Westmacott. Het werk kwam oorspronkelijk uit in 1934 in het Verenigd Koninkrijk onder de titel Unfinished portrait en werd uitgegeven door William Collins and Sons. Datzelfde jaar verscheen het ook op de Amerikaanse markt. In 1972 werd het boek naar het Nederlands vertaald en uitgegeven door Luitingh-Sijthoff. 

## Synopsis
Celia, momenteel in een echtscheidingsprocedure, wil zelfmoord plegen, hoewel ze nog niet heeft besloten wanneer en hoe ze dat zal doen. Wanneer ze op reis is op een exotisch eiland, ontmoet ze portrettist Larraby. Ze praat met hem de hele nacht en leert over haar diepste angsten. Na het gesprek hoopt Larraby dat Celia in het reine kan komen met haar verleden.